# Jüdischer Friedhof Rimbach (Odenwald)

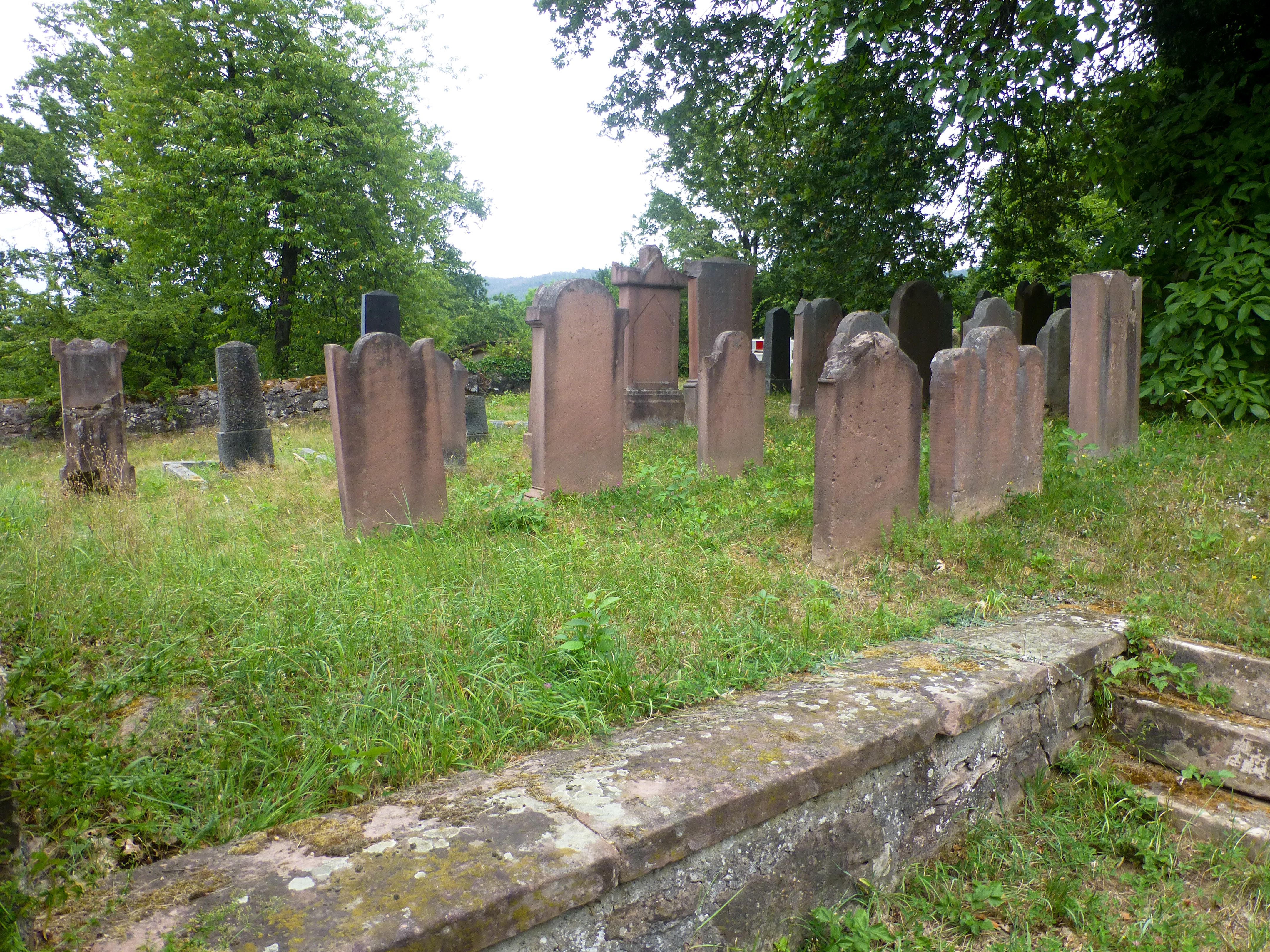
Grabsteine auf dem Jüdischen Friedhof in Rimbach

Der Jüdische Friedhof Rimbach (Odenwald) ist ein Friedhof in der Gemeinde Rimbach (Odenwald) im Landkreis Bergstraße in Hessen.

## Beschreibung
Der jüdische Friedhof liegt im Süden des Ortes oberhalb des Zotzenbacher Weges. Über die Anzahl der erhaltenen Grabsteine liegen keine Angaben vor.

## Geschichte
Die Toten der jüdischen Gemeinde Rimbach wurden zunächst in Birkenau (Odenwald) beigesetzt. Im Jahr 1845 konnte die Rimbacher Gemeinde einen eigenen Friedhof anlegen. Dieser wurde bis nach 1933 belegt.